# Honda Pilot

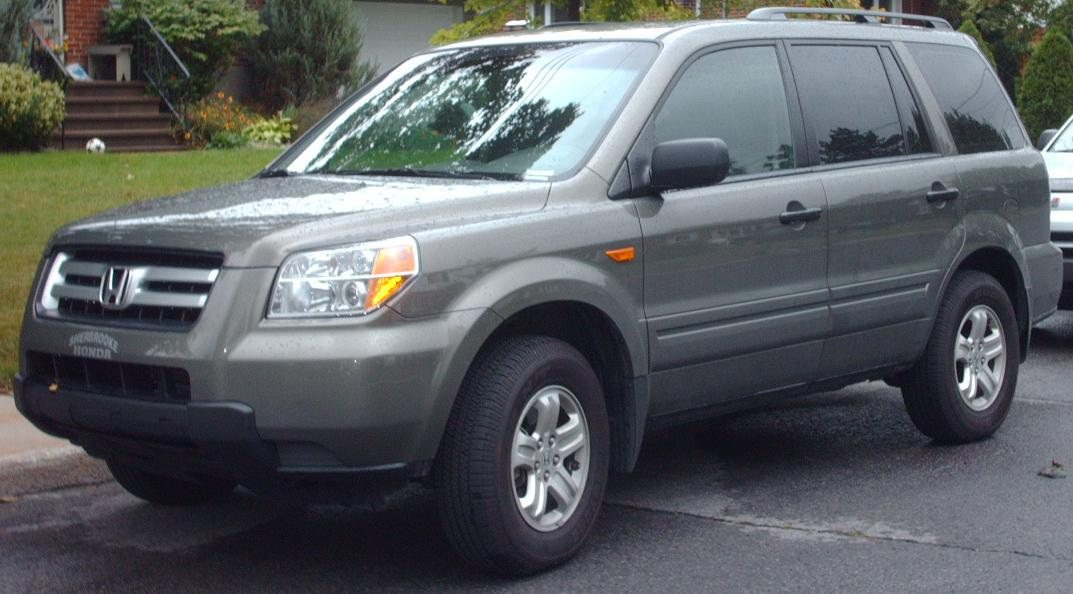
Honda Pilot del 1998-2004

L'Honda Pilot és un vehicle multisegment de mida mitjana amb tres files de seients fabricat per Honda des del 2002, presentat l'estiu del 1987 com a model del 1988, era fabricat a Lincoln, a l'esta nord-americà d'Aalabama, encara que fins a l'abril del 2007 també es va fabricar a Alliston, Ontario a Canadà. Substitueix a l'anterior Honda Passport; comparteix parts mecàniques amb l'Acura MDX; la construcció, cos sobre bastidor és reforçada per uns integrats rails de marc perimetral que ajuden a l'estabilitat en condicions fora de carretera.
Abans de la introducció del Pilot, Honda comercialitzava el crossover compacte CR-V, el Passport de mida mitjana (rebatejat com a Isuzu Rodeo), el Crossroad de mida completa (rebatejat com a Land Rover Discovery sèrie 1) i l'Acura SLX (rebatejat com a Isuzu Trooper). A diferència del Passport, Crossroad i SLX, que eren dissenys de carrosseria sobre xassís basats en camions, el Pilot compartia un disseny de construcció unibody similar al CR-V més petit basat en el Civic. El Pilot és el SUV més gran de Honda, tot i que el Crosstour del 2010 va superar el Pilot en longitud.
El Pilot va ser dissenyat per cobrir la demanda de vehicles tot camí del mercat nord-americà, que fins aquest moment només disposava del CR-V i de l'anterior Passport. Amb el nou model, Honda va incrementar les vendes de vehicles tot camí, convertint-se el Pilot en un dels més venuts, amb unes 100.000 unitats l'any 2004, un augment del 20% respecte de l'any anterior.
Es comercialitza a Nord-amèrica i l'Orient Mitjà sota el nom d'Honda MR-V, mentre que el Honda MDX (Acura MDX de primera generació) es va comercialitzar al Japó i Austràlia durant diversos anys. El Pilot de segona generació també es va vendre a Rússia, Ucraïna, Corea del Sud, Amèrica Llatina i les Filipines.